# Alan Peter Cayetano

Alan Peter Cayetano

Alan Peter „Compañero“ Schramm Cayetano (* 28. Oktober 1970 in Mandaluyong City) ist ein philippinischer Politiker.

## Biografie

### Studium und Beginn der politischen Laufbahn
Cayetano ist der Sohn des verstorbenen Senators Renato Cayetano. Seine ältere Schwester ist die heutige Senatorin Pia „Compañera“ S. Cayetano.
Nach dem Besuch der Grundschule und der High School der Universität De La Salle studierte er Politikwissenschaft an der University of the Philippines und schloss dieses Studium 1993 mit einem Bachelor of Arts (B.A. Political Science) ab. Während dieser Zeit wurde er 1990 auch Mitglied des Studentenrates der Universität. Ein anschließendes postgraduales Studium der Rechtswissenschaft an der Law School Ateneo de Manila University schloss er 1997 mit einem Juris Doctor (J.D.) und dem Gewinn der Silbermedaille der Fakultät ab. Nach seiner Zulassung im Mai 1998 war er als Rechtsanwalt tätig.
Noch während seines Studiums begann er seine politische Laufbahn mit der Wahl zum Mitglied des Gemeinderates von Taguig, dem er von 1992 bis 1995 angehörte. Während dieser Zeit war er nicht nur Mehrheitsführer im Gemeinderat, sondern auch Stellvertretender Vorsitzender des People’s Law Enforcement Board sowie Mitglied des Friedens- und Ordnungsrates der Gemeinde. Außerdem war er von 1992 bis 1993 Vorsitzender der Nationalen Bewegung junger Volksvertreter (National Movement of Young Legislators) für Metro Manila. Im Anschluss war er von Juni 1995 bis Juni 1998 Vize-Bürgermeister von Taguig.

### Mitglied des Repräsentantenhauses
Im Juni 1998 wurde er Mitglied des Repräsentantenhauses und vertrat in diesem nach Wiederwahlen 2001 und 2004 bis Juni 2007 den einzigen Wahlbezirk von Taguig-Pateros. Während seiner Abgeordnetentätigkeit war er 1998 bis 2001 sowohl Assistent des Mehrheitsführers als auch Vorsitzender des Aufsichtsausschusses zur Umwandlung der Militärbasen und des Unterausschusses für neue Schulen im Ausschuss für Basisbildung. Außerdem war er auch Vizevorsitzender des Ausschusses für Wahlrecht und Wahlreformen und Mitglied des Geschäftsordnungsausschusses. Während dieser Zeit war er zusammen mit seiner Schwester Pia Cayetano Kolumnist der Kolumne Compañero y Compañera der Tageszeitung People's Tonight.
In der zweiten Legislaturperiode war er zwischen 2001 und 2004 Stellvertretender Mehrheitsführer und als solcher auch kraft Amtes Mitglied aller ständigen Ausschüsse sowie Vizevorsitzender des Geschäftsordnungsausschusses. Daneben war er von August 2001 bis Juni 2003 Mitglied der Verwaltungsräte der Technological University of the Philippines sowie der Polytechnic University of the Philippines und darüber hinaus zwischen November 2001 und April 2003 Mitglied des Rechts- und Anwaltsrates (Judicial and Bar Council).
Nach seiner dritten Wiederwahl wurde er im Juli 2004 Stellvertretender Minderheitsführer und auch als solcher kraft Amtes Mitglied aller ständigen Ausschüsse. Daneben war er 2005 und 2006 Sprecher der Arbeitsgruppe für Amtsenthebungsverfahren.

### Senator
Im Juni 2007 wurde er schließlich für eine sechsjährige Wahlperiode Mitglied des Senats. Dort war er Vorsitzender des Ausschusses für Ethik und Privilegien sowie Mitglied der einflussreichen Ausschüsse für Geschäftsordnung, für Bewilligung, für Ways and Means (Wege und Mittel) sowie für Franchising. Alan Peter Cayetano, der mit der Kongressabgeordneten Maria Lopez-Cayetano verheiratet ist, war vom 26. Juli 2010 bis zum 22. Juli 2013 auch Minority Floor Leader und damit Vorsitzender der Minderheitsfraktion und Opposition im Senat. Nachdem er am 13. Mai 2013 für eine weitere Amtszeit als Senator wiedergewählt worden war, wurde er am 22. Juli 2013 Vorsitzender der Mehrheitsfraktion (Majority Floor Leader).

### Kandidatur als Vizepräsident und Außenminister

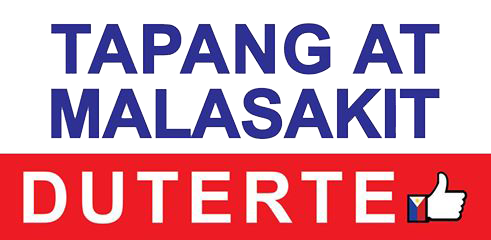
Logo zur Präsidentschaftswahl und Kandidatur von Rodrigo Duterte und Alan Peter Cayetano

Am 9. Mai 2016 kandidierte er als unabhängiger Kandidat zusammen mit dem Präsidentschaftskandidaten Rodrigo Duterte für das Amt des Vizepräsidenten.
Cayetano wurde am 10. Mai 2017 von Präsident Duterte als Nachfolger von Enrique Manalo zum Außenminister (Secretary of Foreign Affairs) ernannt und nach seiner Bestätigung durch den Senat am 17. Mai 2017 am 18. Mai 2017 offiziell vereidigt. Aufgrund seiner Kandidatur als Abgeordneter von Taguig City musste er sein Amt als Außenminister am 17. Oktober 2018 aufgeben.
Bei der Wahl 2022 kandidierte er erneut für den Senat und wurde mit einem Ergebnis von 34,51 % wiedergewählt.